# Daniel Georgievski
Daniel Georgievski (en macedonio: Даниел Георгиевски; Blacktown, Australia, 17 de febrero de 1988) es un exfutbolista profesional macedonio que jugaba como defensa.

## Trayectoria
Daniel Georgievski nació en la localidad australiana de Blacktown, Sídney, de padres macedonios. Se formó en el Marconi Stallions y en el Dinamo Zagreb. En Croacia desarrolló todo el inicio de su carrera profesional al fichar por el NK Međimurje, donde jugó tres temporadas, y el HNK Šibenik, en el que permaneció dos temporadas.
El 27 de julio de 2012 fichó por el Steaua Bucureşti, con el que se proclamó campeón de la Liga I y campeón de la Supercupa României.
En abril de 2021 se unió al Melbourne City F. C. para lo que restaba de temporada. Ese sería su último equipo antes de anunciar su retirada en octubre del mismo año.

## Selección nacional
Georgievski debutó con la selección de Macedonia del Norte el 2 de septiembre de 2011 ante Rusia en un partido correspondiente a la clasificación para la Eurocopa 2012.

## Palmarés

### Títulos nacionales
| Título               | Club               | País    | Año     |
| -------------------- | ------------------ | ------- | ------- |
| Liga I               | Steaua de Bucarest | Rumania | 2012-13 |
| Supercopa de Rumania | Steaua de Bucarest | Rumania | 2013    |
| Liga I               | Steaua de Bucarest | Rumania | 2013-14 |